# Guilherme Müller
Dom Guilherme Muller (Santa Cruz do Sul, 28 de junho de 1877 - Mendes, 11 de dezembro de 1935) foi um bispo católico brasileiro. Foi o primeiro bispo de Barra do Piraí-Volta Redonda.

## Biografia
Nasceu em 28 de Junho de 1877, no Distrito de Cerro Alegre, município de Santa Cruz do Sul, Estado do Rio Grande do Sul.
Filho de Leonardo e Josephina Müller, imigrantes alemães, e irmão do saudoso padre Carlos Muller, Dom Guilherme fez seus estudos primários em sua terra natal. Cursou o seminário de Caxias do Sul e atuou durante todo o seu tempo de presbítero na mesma Diocese, especificamente em Santa Maria e Caxias do Sul-RS.

## Sacerdócio
Foi ordenado sacerdote por Dom Cláudio Ponce de Leão no dia 3 de julho de 1900.

## Episcopado
No dia 14 de dezembro de 1925 foi nomeado para ser o primeiro bispo da recém-criada Diocese de Barra do Piraí. Em 22 de agosto de 1926 foi Sagrado bispo, na igreja matriz de Santa Cruz do Sul, na diocese Caxias do Sul; em 03 de outubro de 1926 tomou posse como 1º Bispo Diocesano de Barra do Piraí, onde exerceu o munus episcopal durante nove anos".
Foi o construtor da estrutura diocesana, dando seguimento ao trabalho do Monsenhor Alfredo da Silva Bastos (administrador diocesano), numa época que a Diocese compreendia todo o sul-fluminense, a baixada fluminense e a região da costa verde. Entre suas diversas realizações se encontram: o início da construção da Igreja de São Benedito (Barra do Piraí), devido o espaço celebrativo da Catedral ser pequeno; trouxe para a diocese o seu irmão - Pe. Carlos Muller, que foi pároco na Catedral de Santana (Barra do Piraí) e depois na Paróquia Santa Cruz em Mendes-RJ; idealizou e construiu o Palácio Episcopal São José - ao lado da Igreja Catedral, em Barra do Piraí, inaugurado em 11 de agosto de 1929; convidou as irmãs Franciscanas de Bolanden para cuidarem da educação na Diocese, fundando a Escola Normal Nossa Senhora Medianeira e o Instituto Educacional Santo Antônio, em Nova Iguaçu; criou em 1934 a Liga Católica Jesus, Maria e José; salvou um grande templo em homenagem a São João de Meriti, que fora construído em 1660, no tempo em que aquela região era um enorme local de plantação de café; etc.
Em sua chegada em Barra do Piraí, em 09 de outubro de 1926, foi acolhido com muita alegria e com grande festa sendo que, ao descer do trem, sua Excia. Revdma. foi recepcionado pelo prefeito Dr. Leon Camille Legay, junto com representantes do Governo do Estado e demais autoridades municipais. Logo em seguida, seguiu para a Catedral de Santana (Barra do Piraí), onde tomou posse como Bispo Diocesano e logo à noite, foi recepcionado num grande jantar. Em Barra do Piraí, recebeu como moradia, o prédio onde hoje funciona a Clínica São Miguel, localizada na Praça Pedro Cunha, nº 70.
Foi Dom Guilherme quem abençoou a pedra angular da então Catedral de São João Batista, de Santa Cruz do Sul, no dia 3 de fevereiro de 1929 quando ainda era Igreja Matriz.
Faleceu no distrito de Santa Cruz de Mendes, hoje município de Mendes-RJ, na Comunidade dos Irmãos Maristas, em 11 de dezembro de 1935. Seus restos mortais foram transportados para Barra do Piraí-RJ e após três dias de exéquias foram sepultados na Catedral de Santana (Barra do Piraí), tendo ao lado uma placa comemorativa erguida em sua memória por seus diocesanos. Sua morte causou grande comoção em toda Diocese.